# RBK-500U
RBK-500U – rosyjska bomba kasetowa wagomiaru 500 kg wprowadzona do uzbrojenia lotnictwa wojskowego Federacji Rosyjskiej.

## Historia
Bomba RBK-500 ma cylindryczny korpus z wzmocnionym czepcem balistycznym i składanymi brzechwami. Bomba wyposażona jest w spadochron hamujący umożliwiający zrzuty z małej wysokości. RBK-500U może być przenoszone z prędkością do 1200 km/h.
Bomba produkowana jest na pewno w sześciu (prawdopodobnie dziewięciu) odmianach różniących się zastosowaną subamunicją. Znane wersje przenoszą:
- 126 bomb odłamkowych AO-2.5RT
- 10 bomb odłamkowo-burzących OFAB-50
- 10 bomb przeciwbetonowych BetAB-M
- 8 bomb paliwowo-powietrznych ODAB-35
- 12 bomb przeciwczołgowych SPBE-D
- 252 bomby przeciwczołgowe PTAB-1M